# Município de Lafayette (condado de Medina, Ohio)
O município de Lafayette (em inglês: Lafayette Township) é um município localizado no condado de Medina no estado estadounidense de Ohio. No ano de 2010 tinha uma população de 5.580 habitantes e uma densidade populacional de 92,08 pessoas por km².

## Geografia
O município de Lafayette encontra-se localizado nas coordenadas 41° 05′ 11″ N, 81° 55′ 58″ O. Segundo o Departamento do Censo dos Estados Unidos, o município tem uma superfície total de 60.6 km², da qual 59,28 km² correspondem a terra firme e (2,17 %) 1,32 km² é água.

## Demografia
Segundo o censo de 2010, tinha 5.580 habitantes residindo no município de Lafayette. A densidade populacional era de 92,08 hab./km². Dos 5.580 habitantes, o município de Lafayette estava composto pelo 96,83 % brancos, o 0,72 % eram afroamericanos, o 0,11 % eram amerindios, o 0,52 % eram asiáticos, o 0,73 % eram de outras raças e o 1,09 % eram de uma mistura de raças. Do total da população o 1,83 % eram hispanos ou latinos de qualquer raça.